# Aud (Vorname)
Aud ist ein weiblicher Vorname, der vor allem in Nordeuropa verbreitet ist. Der Namenstag ist am 30. Juli.

## Herkunft und Bedeutung des Namens
Aud ist vermutlich eine Kurzform von Namen, die vom altnordischen Wort „auðr“ abstammen, was so viel bedeutet wie Reichtum. Eine Langform zu diesem Namen wäre zum Beispiel Audhild. Im Isländischen existieren die Frauennamen Auður und Audny, die ebenfalls von „auðr“ abgeleitet sind.
Der männliche Name zu Aud ist Audun oder seltener Audar.

## Namensträger
- Aud die Tiefsinnige (* um 835), Königin von Dublin und Stammmutter vieler Isländer
- Aud Inger Aure (1942–2023), norwegische Politikerin
- Aud Kari Berg (* 1976), norwegische Radrennfahrerin
- Aud Egede-Nissen (1893–1974), norwegische Stummfilmschauspielerin
- Aud Schønemann (1922–2006), norwegische Schauspielerin
- Aud Wilken (* 1965), dänische Sängerin